# Pearl Harbor

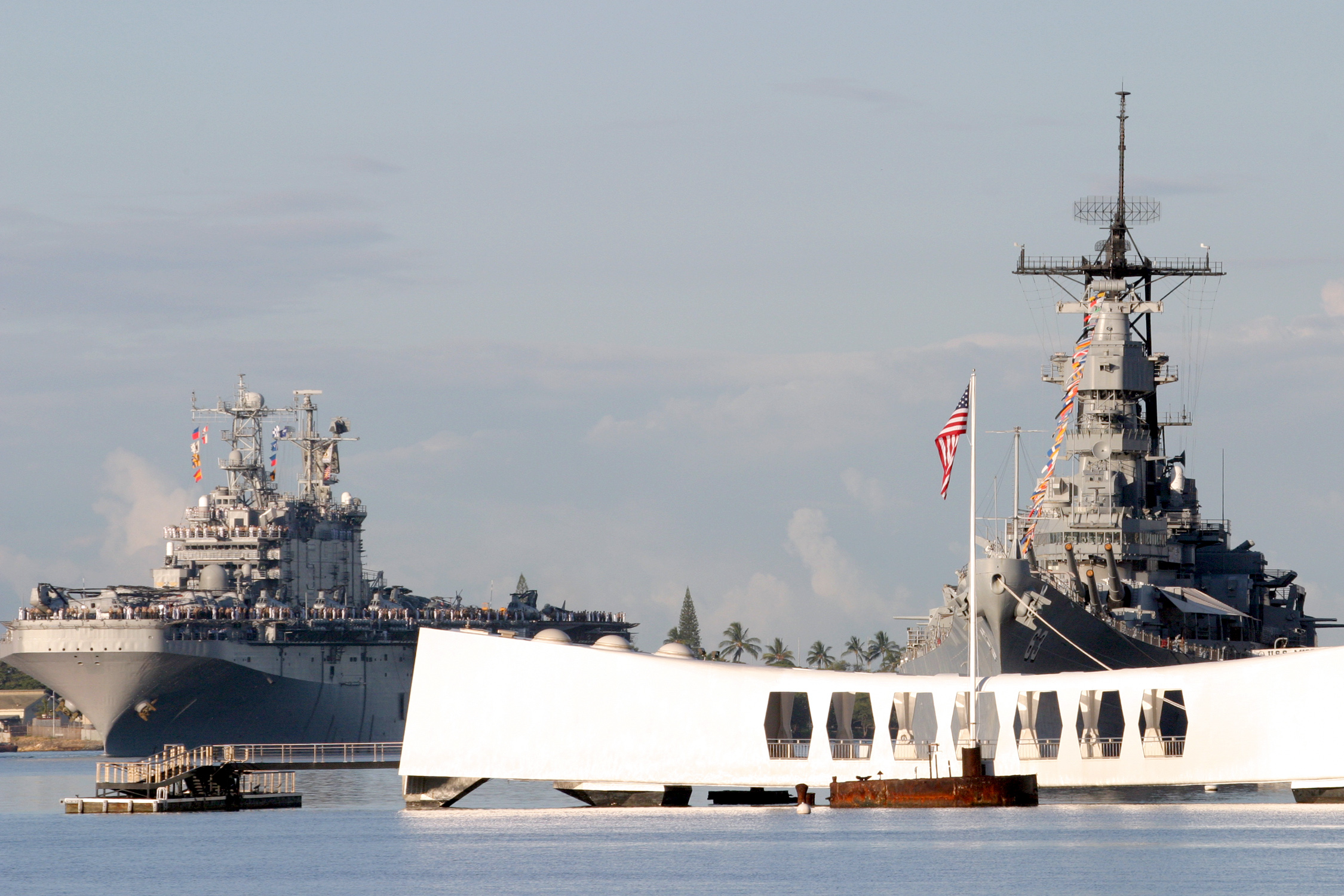
En bild av Pearl Harbor med Arizona Memorial. Till höger i bakgrunde ses samt till vänster slagskeppet som är museifartyg.

Pearl Harbor är en hamn på ön Oahu, Hawaii. En stor del av hamnen samt området omkring denna upptas av en flottbas tillhörande USA:s flotta, basen rymmer också högkvarteret för den amerikanska Stillahavsflottan (U.S. Pacific Fleet). Den japanska attacken mot Pearl Harbor 7 december 1941 ledde till att USA drogs in i andra världskriget. 
Den militära basen är sedan 2010 sammanslagen med Hickam Air Force Base till Joint Base Pearl Harbor–Hickam.

## Attacken mot Pearl Harbor
På morgonen klockan 07.53, söndagen den 7 december 1941, rapporterades okänt flyg vara på väg mot Pearl Harbor. Meddelandet uppmärksammades inte på grund av att man visste att amerikanska B17-bombplan skulle flyga in från Kalifornien den dagen. Klockan 07.55 började japanskt flyg fälla bomber och torpeder mitt bland USA:s stillahavsflotta. Bland annat blev slagskeppet USS Arizona träffat i sitt ammunitionsförråd. Den amerikanska stillahavsflottan drabbades av mycket stora förluster i såväl materiel som människoliv; 2 403 personer omkom, medan 1178 skadades. De japanska förlusterna blev marginella i sammanhanget.
Att Japan inte förklarade krig mot USA innan attacken chockerade många amerikaner. Dagen därpå, den 8 december, förklarade USA krig mot Japan.
Att de amerikanska hangarfartygen undkom attacken på grund av att de var till havs, gjorde den japanska "segern" till ett strategiskt bakslag. Attacken mot Pearl Harbor och att Tyskland fyra dagar senare, den 11 december, förklarade krig mot USA resulterade i att USA gick med i andra världskriget på de allierades sida.